# بريسيلا هيل
بريسيلا هيل (بالإنجليزية: Priscilla Hill)‏ هي متزلجة فنية أمريكية، ولدت في 4 أكتوبر 1961.